# Масааки Мори
Масааки Мори (на японски: 森 正明) е японски футболист.

## Национален отбор
Записал е и 8 мача за националния отбор на Япония.
| Япония | Япония | Япония |
| Година | Мачове | Голове |
| ------ | ------ | ------ |
| 1988   | 1      | 0      |
| 1989   | 7      | 0      |
| Общо   | 8      | 0      |